# Irish Periodical Culture, 1937—1972
Irish Periodical Culture, 1937—1972: Genre in Ireland, Wales and Scotland (с англ. — «Ирландская культура периодических изданий, 1937—1972: Жанр в Ирландии, Уэльсе и Шотландии») — научная монография исследователя журналистики Кардиффского университета, доктора философии в области англистики Малкольма Баллина (англ. Malcolm Ballin) об истории прессы в Ирландии и культурно близких странах. Выпущена в 2008 году в серии «New Directions in Irish and Irish American Literature» (с англ. — «Новые направления в ирландской и ирландско-американской литературе») издательства Palgrave Macmillan, редактируемой профессором англистики Кентского университета Клэр Каллтон.

## Содержание
Работа начинается введением под авторством лектора английской литературы также Кардиффского университета Клэр Коннолли, где она характеризует истории существования журналов как прожитые жизни и высоко оценивает их яркое описание.
Две вступительные главы затрагивают в целом особенности этого рода литературы как занимающего несколько странное положение между сборником произвольно взятых, не связанных между собой материалов и цельной книгой, вопросы категоризации изданий, проходящей центральной идеей через весь труд, их взаимоотношения с аудиторией. Также даётся исторический контекст.
Следующие шесть глав тематически относятся к двум блокам: три посвящены выделяемым Баллином жанрам изданий — «обзорам» (англ. reviews), «альманахам» (англ. miscellanies), «малым журналам» (англ. little magazines), в других трёх сопоставляется периодика разных стран — в соответствии с подзаголовком, Уэльса, Шотландии и, помимо них, Северной Ирландии.
Завершает работу обширный список источников, а также алфавитный указатель.

## Реакция критиков
Преподаватель Линкольн-колледжа Оксфордского университета Том Уокер отмечает, что по сравнению с другими известными исследователями ирландской периодики, наподобие Фрэнка Шовлина и Тома Клайда, спектр рассматриваемых Баллином изданий шире, чем строго литературные журналы. И автор изучает их как произведения определённой формы, а не просто сумму самовыражения писателей.
Баллина критикуют за в некоторой степени вводящее в заблуждение название: это касается и, опять же, подзаголовка, не упоминающего Северную Ирландию, и указанного периода, — поскольку на деле исторический экскурс проводится в значительно более широких рамках. Также рецензенты считают, что в среднем по 3 страницы на описание отдельных изданий недостаточно, чтобы в должной мере раскрыть все важные аспекты, которые пытается охватить автор.
В то же время труд называют ценным источником информации, отражающим пласт интеллектуальной истории региона, в основном выпадавший из сферы внимания исследователей. Лектор лингвистики и ирландской поэзии Университета Париж III Маривонн Буассо выделяет в качестве одной из важных идей, доносимых в книге, то, что не следует даже распространённые убеждения принимать как данность (на примере слов Баллина о том, что его работа показывает достаточную лояльность Ирландии к периодическим изданиям вопреки часто озвучиваемой мысли об обратном).